# ماموث السرديني
ماموث السرديني(الاسم العلمي: Mammuthus lamarmorai) هو نوع من الماموث الذي عاش في أواخر العصر الحديث الأقرب (ما بين 450,000 إلى 40,000 سنة) في جزيرة سردينيا. ماموث سرديني هو نوع قزم، حيث يقدر أنه قد وصل إلى ارتفاع الكتف 1.4 متر فقط ويزن حوالي 550 كلغ. تم العثور على هذه الماموث القزم في الغالب في الرواسب الدقيقة في الجزء الغربي من الجزيرة.

## المميزات
هناك قدر كبير من الأجزاء الأحفورية المعروفة باسم ماموث السرديني، والتي تشمل النتائج القحفية وأسنان الأسنان وما بعد الجمجمة. على الرغم من هذه الثروة المادية، لا يوجد هيكل عظمي كامل معروف. من الأضراس القليلة المعروفة فقط واحد يمثل الأسنان الخلفية. هذا لديه 13 سم طويلة و 6.9 سم، مع ما لا يقل عن أحد عشر التلال على المينا. يصل عظم العضد إلى 45 طولًا سم. الشظايا القليلة المكتشفة من أنياب لا تظهر سوى قطر صغير بحد أقصى 3.5 سم. طول عظم الفخذ يشير إلى ارتفاع الكتف من 1.4 م. وزن هذه الماموث القزم ربما لم يكن أكثر من 550 كلغ. يرجع السبب في الحجم الصغير لـ ماموث السرديني إلى عملية التقزم الانعزالي، التي حدثت عندما وصل أسلافها الأصليون إلى سردينيا وبسبب انخفاض الغذاء وقلة الحيوانات المفترسة المحتملة، قل حجمه.